# Strombach (Zipfelbach)
Der Strombach ist ein Bach im östlichen Landkreis Ludwigsburg in Baden-Württemberg. Nach einem zusammen mit seinem rechten Hauptoberlauf Apfelbach 33⁄4 km langen Lauf ungefähr nach Südwesten mündet er im Dorf Hochdorf der Stadt Remseck am Neckar von rechts in den unteren Zipfelbach.

## Geographie

### Rechter Oberlauf Apfelbach
Der rechte Oberlauf Apfelbach entfließt auf etwa 292 m ü. NHN einer Verdolung an der Straße Am Feuersee am Südrand von Affalterbach unweit der K 1669 Affalterbach–Hochdorf, aus der ihm der Abfluss des kleinen, rechteckigen Feuersees der Gemeinde zuläuft und dort oder wenig später vermutlich auch der Abfluss eines etwas größeren nahen Parkteichs. In einem recht natürlichen Gehölz fließt er in seiner beginnenden Talmulde südwärts, zunächst in einem leicht nach rechts ausholenden Bogen, dann sehr geradlinig. Nach etwa 800 Metern durchläuft er das gewöhnlich trockene Hochwasserrückhaltebecken Apfelbach. 300 Meter weiter läuft er am Gewann Stumpenäcker  auf etwa 265 m ü. NHN mit dem anderen Oberlauf zusammen. Der Apfelbach ist etwa 1,1 km lang und hat ein etwa 1,4 km² großes Einzugsgebiet.

### Linker Oberlauf
Der linke Oberlauf ist auf Karten meistenteils gar nicht blau eingezeichnet und hat wohl auch keinen Namen. Er entsteht auf etwa 293 m ü. NHN inmitten der locker stehenden Aussiedlerhofgruppe Bollenhöfe von Affalterbach und fließt etwa 0,5 km lang fast schnurgerade neben einem nach Westsüdwesten laufenden Feldweg bis zum Zusammenfluss mit dem Apfelbach an der Gemeindegrenze von Affalterbach und trägt ein etwa 0,5 km² großes Teileinzugsgebiet zum Einzugsgebiet des Strombachs bei. Seine Wasserführung ist sehr unbeständig.

### Verlauf
Der Strombach, zum größeren Teil vom Apfelbach gespeist, läuft gleichwohl etwa in der Zuflussrichtung seines kleineren Oberlauf westsüdwestlich bis südwestlich durch die Exklave Siegelhausen der zentralen Stadtteilgemarkung von Marbach am Neckar, auf den ersten 600 Metern in fast schnurgeradem Graben neben einem Feldweg, bis er den zweiten Aussiedlerhof von Siegelhausen passiert. Dort setzt Bewuchs mit locker stehenden Bäumen am Ufer ein und der Bach beginnt, sich etwas eckig zu winden.
Nachdem er den größtenteils rechtsseits stehenden Weiler Siegelhausen durchlaufen hat, begleitet ihn keine Straße mehr direkt am kahlen Ufer, bis an welches nun Felder heranreichen. Bald danach stehen kurz vor der Gemarkungsgrenze zum Stadtteil Hochdorf von Remseck wieder lückenhaft Bäume am Ufer. Zwischen dem Greutleswald linksseits und offener Flur rechts erreicht er den Ortsrand von Hochdorf, wo er unter oder etwas neben der Talstraße verdolt weiterläuft. Zuletzt unterquert er die dort Affalterbacher Straße genannte K 1669 Affalterbach–Hochdorf und fließt dann an deren Brücke von rechts und auf etwa 226 m ü. NHN in den unteren Zipfelbach ein.
Der Strombach mündet nach alleine 2,6 km, zusammen mit seinem Hauptoberlauf 3,7 km langem Lauf mit mittlerem Sohlgefälle von etwa 18 ‰ rund 66 Höhenmeter unterhalb des Apfelbachs-Ursprungs am Feuersee.

### Einzugsgebiet
Das Strombach-Einzugsgebiet ist 4,1 km² groß und gehört zur Inneren Backnanger Bucht, einem Teil-Naturraum des Neckarbeckens. Seine mit etwa 363,9 m ü. NHN größte Höhe erreicht es auf dem Lemberg westlich von Affalterbach.
Im Gebiet dominiert der Feldbau, doch gibt es am östlichen Lemberghang ein wenig Wald, im Greutelswald unmittelbar östlich etwas mehr und östlich von Siegelhausen in den Brühleichen an der südöstlichen Wasserscheide sogar 1⁄4 km². An den Hängen gibt es zudem an einigen Stellen Obstwiesen.
Den größten Anteil am Einzugsgebiet hat die Gemeinde Affalterbach im Nordosten um beide Oberläufe, darin liegen außer fast dem ganzen Dorf des Namens auch die Aussiedlerhofgruppe der Bollenhöfe. Kleiner ist der Anteil der Stadt Marbach am Neckar in einer Exklave der zentralen Stadtgemarkung um den Weiler Siegelhausen mit diesem selbst und zusätzlich einigen Aussiedlerhöfen in Satellitenlage. Der kleinste besiedelte Anteil gehört zur Stadtteilgemarkung Hochdorf der Stadt Remseck am Neckar und umfasst einen großen Teil des gleichnamigen Dorfes. Ein sehr kleines, ganz unbesiedeltes Gebiet nahe der linken Wasserscheide mit dem und um den Wald Brühleichen gehört zur Stadtteilgemarkung Bittenfeld der Stadt Waiblingen.
Reihum grenzen die Einzugsgebiete der folgenden Nachbargewässer an:
- Im Westen liegt das Einzugsgebiet des nächsten rechten Zipfelbach-Zuflusses Lembach;
- das Gebiet hinter der nordwestlichen Wasserscheide jenseits von Lemberg und Affalterbach entwässert zum Eichgraben, einem Neckar-Zufluss nach dem Zipfelbach;
- im Nordosten sind die nächsten Gewässer der noch tiefere Neckar-Zufluss Murr und deren linker Zufluss Buchenbach;
- den Abfluss im Südosten führt der Kleewiesenbach weiter aufwärts nun wiederum in den Zipfelbach.

### Zuflüsse und Seen
Hierarchische Liste der Zuflüsse,  Seen und  Hochwasserrückhaltebecken, jeweils von der Quelle zur Mündung. Gewässerlänge, Seefläche, Einzugsgebiet und Höhe nach den entsprechenden Layern auf der Onlinekarte der LUBW. Andere Quellen für die Angaben sind vermerkt.
Ursprung des Strombachs auf etwa 265 m ü. NHN rund 0,8 km südlich der Ortsgrenze von Affalterbach. am Zusammenfluss seiner beiden Oberläufe an der Gemarkungsgrenze Affalterbach/Siegelhausen. Der Strombach läuft durchweg etwa südwestwärts.
Die genannten Gräben laufen alle in natürlicher Mulde.
- Apfelbach, rechter Oberlauf von Norden, 1,1 km und ca. 1,4 km². Entsteht auf etwa 292 m ü. NHN südlich der Straße Am Feuersee von Affalterbach.
  -  Ist Ausfluss des örtlichen rechteckigen Feuersees nördlich der Straße, unter 0,1 ha.
  -  Hat wohl auch Zufluss vom runden See 50 Meter westlich des Feuersees in einem Parkgelände, ca. 0,1 ha.
  -  Durchfließt auf etwa 270 m ü. NHN das gewöhnlich trockenliegende und 2005 erbaute, von der Gemeinde Affalterbach betriebene Hochwasserrückhaltebecken Apfelbach, das hinter einem 9 Meter hohen Erddamm bis zu 34.000 m³ Wasser zurückhalten kann, das dann gesteuert wieder abgelassen wird.[LUBW 7]
- (Feldweggraben), linker Oberlauf von Ostnordosten, ca. 0,5 km[LUBW 8] und ca. 0,5 km². Entsteht auf etwa 293 m ü. NHN am Ende des südlich aus Affalterbach in die Flur herausführenden Bittenfelder Wegs zwischen den Bollenhöfen. Sehr unbeständig wasserführender Feldweggraben, mit Schallplatten ausgelegt.
Der am Zusammenfluss beginnende Strombach fließt dann etwa in Laufrichtung dieses recht unscheinbaren Oberlaufs ab.
- (Feldweggraben), von rechts und Nordnordwesten auf etwa 264 m ü. NHN, ca. 0,8 km[LUBW 8] und ca. 0,3 km². Entsteht auf etwa 290 m ü. NHN im Bogen der K 1669 Affalterbach–Hochdorf ums Gewann Kaußbühl. Unbeständig.
- (Feldgraben), von links und Osten auf etwa 258 m ü. NHN gegenüber dem ersten Aussiedlerhof von Marbach am Neckar-Siegelhausen, ca. 0,8 km[LUBW 8] und unter 0,3 km². Entsteht auf etwa 275 m ü. NHN am Nordrand des Waldes Brühleichen. Unbeständig.
- (Feldweggraben), von links und Ostsüdosten auf etwa 248 m ü. NHN wenig nach Siegelhausen, ca. 0,4 km[LUBW 8] und über 0,2 km². Entsteht auf etwa 289 m ü. NHN am Westrand des Waldes Brühleichen. Unbeständig.

Mündung des Strombachs von rechts und Nordosten auf etwa 226 m ü. NHN an der Brücke der K 1669 in Remseck-Hochdorf in den unteren Zipfelbach. Der Bach ist selbst 2,6 km, zusammen mit seinem linken Hauptstrang-Oberlauf Apfelbach 3,7 km lang und hat ein 4,1 km² großes Einzugsgebiet.

## Geologie
Der überwiegende Teil des Strombach-Einzugsgebietes ist mit Schichten aus dem Quartär bedeckt, meist mit Löss, teilweise auch mit lössführenden Fließerden, in den Talrinnen mit holozänem Schwemmland, ab dem Beginn der Strombachs in Gestalt von Auenlehmen.
Zu den nur an wenigen Stellen direkt anstehenden triassischen Schichten gehört die kleine Schilfsandstein-Kappe  (Stuttgart-Formation) des Lembergs; Gipskeuper (Grabfeld-Formation) liegt am südlichen Lemberghang, linksseits des beginnenden Strombachs auf dem Neuberg, am Südrand des Einzugsgebietes und anderswo; der Lettenkeuper (Erfurt-Formation) hat meist kleinere Schichtinseln. In Hochdorf hat sich der Strombach dann bis in den Oberen Muschelkalk eingeschnitten, der am linken Unterhang ausstreicht.

## Schutzgebiete
Randstreifen des Einzugsgebietes westlich von Affalterbach liegen im Landschaftsschutzgebiet Lemberg und Umgebung, der größte Teil des übrigen Einzugsgebietes außerhalb der Ortslagen im Landschaftsschutzgebiet Apfelbach-Lembach- und Strombachtal, einschließlich Stöckenberg, Mühläcker und Gaffert.

## Tourismus
Ein mit rotem Punkt markierter Wanderweg des Schwäbischen Albvereins von Schwaikheim zum Lemberg quert den Strombach beim zweiten Aussiedlerhof von Siegelshausen.

### LUBW
Amtliche Online-Gewässerkarte mit passendem Ausschnitt und den hier benutzten Layern: Lauf und Einzugsgebiet des Apfelbachs und Strombachs

Allgemeiner Einstieg ohne Voreinstellungen und Layer: Daten- und Kartendienst der Landesanstalt für Umwelt Baden-Württemberg (LUBW) (Hinweise)
1. 1 2 3  Höhe nach dem Höhenlinienbild auf dem Hintergrundlayer Topographische Karte.
2. 1 2 3 4  Länge nach dem Layer Gewässernetz (AWGN).
3. ↑  Länge nach dem Layer Gewässername.
4. 1 2  Einzugsgebiet nach dem Layer Basiseinzugsgebiet (AWGN).
5. ↑  Seefläche abgemessen auf dem Hintergrundlayer Topographische Karte.
6. ↑  Einzugsgebiet abgemessen auf dem Hintergrundlayer Topographische Karte.
7. ↑  Daten des Hochwasserrückhaltebeckens nach dem Layer Stauanlage.
8. 1 2 3 4  Länge abgemessen auf dem Hintergrundlayer Topographische Karte.
9. ↑  Schutzgebiete nach den einschlägigen Layern, Natur teilweise nach dem Layer Geschützte Biotope.

### Andere Belege
1. ↑  Abfluss-BW - Daten und Karten
2. ↑  Friedrich Huttenlocher, Hansjörg Dongus: Geographische Landesaufnahme: Die naturräumlichen Einheiten auf Blatt 170 Stuttgart. Bundesanstalt für Landeskunde, Bad Godesberg 1949, überarbeitet 1967. → Online-Karte (PDF; 4,0 MB)
3. ↑  Hansjörg Dongus: Geographische Landesaufnahme: Die naturräumlichen Einheiten auf Blatt 171 Göppingen. Bundesanstalt für Landeskunde, Bad Godesberg 1961. → Online-Karte (PDF; 4,3 MB)
4. ↑  Höhe nach schwarzer Beschriftung auf dem Layer WMS LGL-BW Topographische Freizeitkarte 1:25.000 auf: Geoportal Baden-Württemberg (Hinweise)
5. ↑  Geologie nach den Layern zu Geologische Karte 1:50.000 auf: Mapserver des Landesamtes für Geologie, Rohstoffe und Bergbau (LGRB) (Hinweise)